# Haas VF-23
O Haas VF-23 é o modelo de carro de corrida construído pela equipe Haas F1 Team para a disputa do Campeonato Mundial de Fórmula 1 de 2023, pilotado por Kevin Magnussen, em sua segunda temporada pela equipe, e por Nico Hülkenberg, em sua primeira temporada desde seu retorno em tempo integral, com o reserva Oliver Bearman guiando o modelo durante os treinos livres dos Grandes Prêmios da Cidade do México e de Abu Dhabi.

## Histórico
O carro foi lançado em 2023, tendo suas primeiras imagens divulgadas em 31 de janeiro desse mesmo ano. A nova pintura adicionou mais detalhes pretos nas laterais e destacou a marca da MoneyGram, nova patrocinadora master que substituiu a Uralkali e a Rich Energy. A marca Chipotle Mexican Grill também fez parceria com a Haas, inserindo seu logotipo no carro durante as etapas estadunidenses de Miami, Austin e Las Vegas. A pintura sofreu mais modificações no GP dos EUA, em que foram inseridas listras e estrelas vermelhas e azuis nas laterais, para enfatizar que esta era a "única equipe americana" do grid.
O VF-23 se mostrou superior em classificações do que em ritmo de corrida, com Magnussen e Hülkenberg conseguindo chegar ao Q3 algumas vezes, mas sem conseguir se manter entre os dez primeiros durante as provas. Com este modelo, a Haas só pontuou em quatro oportunidades, sendo que três destes foram décimos lugares de Magnussen e o outro foi o sétimo lugar de Hülkenberg na Austrália, que foi também o melhor resultado da equipe no ano. Isso fez com que a Haas terminasse o ano na décima posição no mundial de construtores, somando apenas doze pontos. Apesar de ter sido a melhor pontuação de uma equipe que ficou na última colocação dentre os construtores, a Haas teve resultados muito abaixo dos que ela alcançou com seu antecessor, somando um terço dos pontos e tendo apenas a metade de idas ao Top-10.

## Uso posterior
O VF-23 foi utilizado em testes privados no Circuito de Jerez em janeiro de 2025, sendo pilotado por Oliver Bearman e Esteban Ocon, novos titulares da equipe, juntamente com Ritomo Miyata, piloto da Toyota, que se juntou aos testes como resultado da parceria entre a marca japonesa e a Haas.